# Nomocharis georgei
Nomocharis georgei là một loài thực vật có hoa trong họ Liliaceae. Loài này được W.E.Evans miêu tả khoa học đầu tiên năm 1926.